# Ludwig Stumpff
Ludwig Stumpff (* 20. März 1824; † 17. Januar 1900 in Homburg vor der Höhe) war ein deutscher Politiker und Abgeordneter des Nassauischen Kommunallandtages und des Provinziallandtages von Hessen-Nassau.

## Leben
Nach dem Abitur und anschließendem Jurastudium an der Justus-Liebig-Universität Gießen legte Ludwig Stumpff im Jahre 1848 seine Staatsprüfung ab und erhielt als Assessor eine Anstellung beim Justizamt Homburg. Am 29. Juli 1850 wurde er zum Militärrichter beim Landgräflich-hessischen Militärgericht ernannt. Er wechselte zur Zivilgerichtsbarkeit und erhielt im Mai 1858 seine Ernennung zum Amtsassessor beim Justizamt Homburg, wo er im September 1867 Amtsrichter des neuerrichteten Amtsgerichts Homburg wurde. Es folgte 1868 die Beförderung zum Oberamtsrichter und 1879 zum Amtsgerichtsrat. Stumpff ging in die Politik und war von 1879 bis 1884 Abgeordneter des Nassauischen Kommunallandtages für den Regierungsbezirk Wiesbaden. Zugleich war er im Finanzausschuss des Provinziallandtages Hessen-Nassau tätig.
1894 ging Stumpff als Amtsgerichtsrat in den Ruhestand. Er war Mitglied der Amts-Armenkommission und Direktor der Rind’schen Stiftung.
Er war evangelischer Konfession und heiratete Wilhelmine Auguste von Diebitsch (1825–1861), genannt Minna, eine Tochter des Generals Friedrich von Diebitsch (1790–1872).